# Rathaus (Heilbronn)

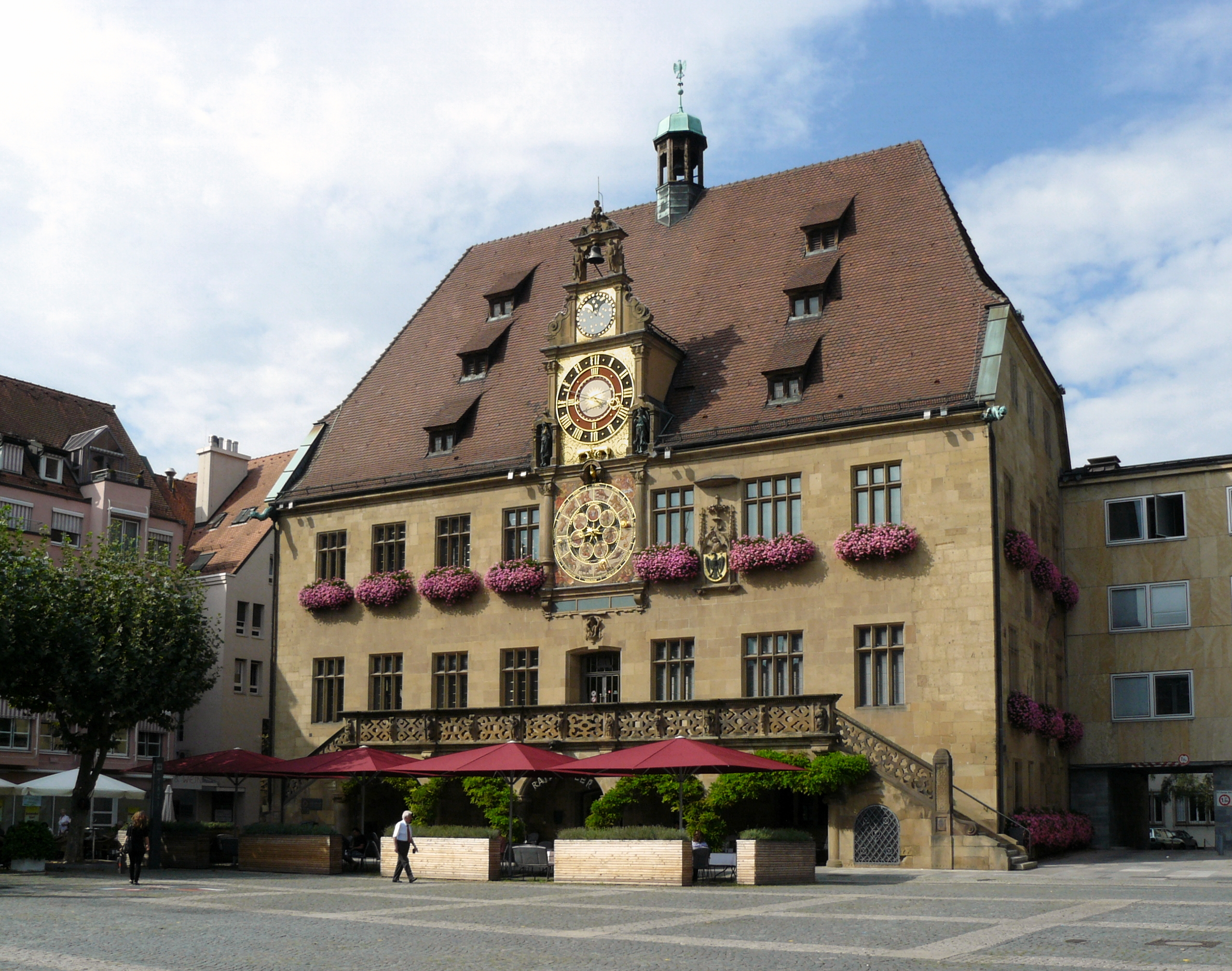
Heilbronner Rathaus, Hauptbau (wieder aufgebauter Hauptteil des im Zweiten Weltkrieg zerstörten Alten Rathauses)

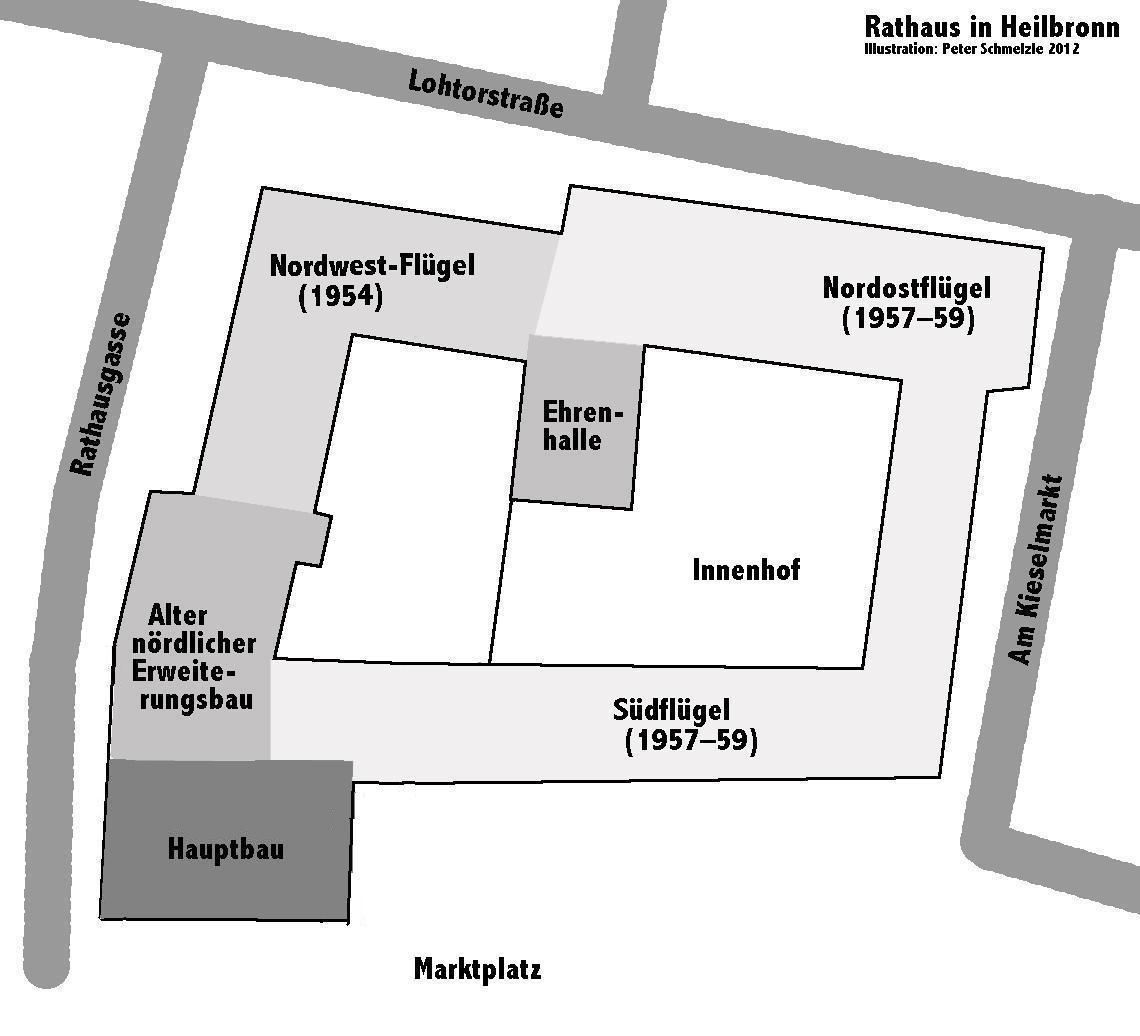
Schematischer Plan des Gebäudekomplexes

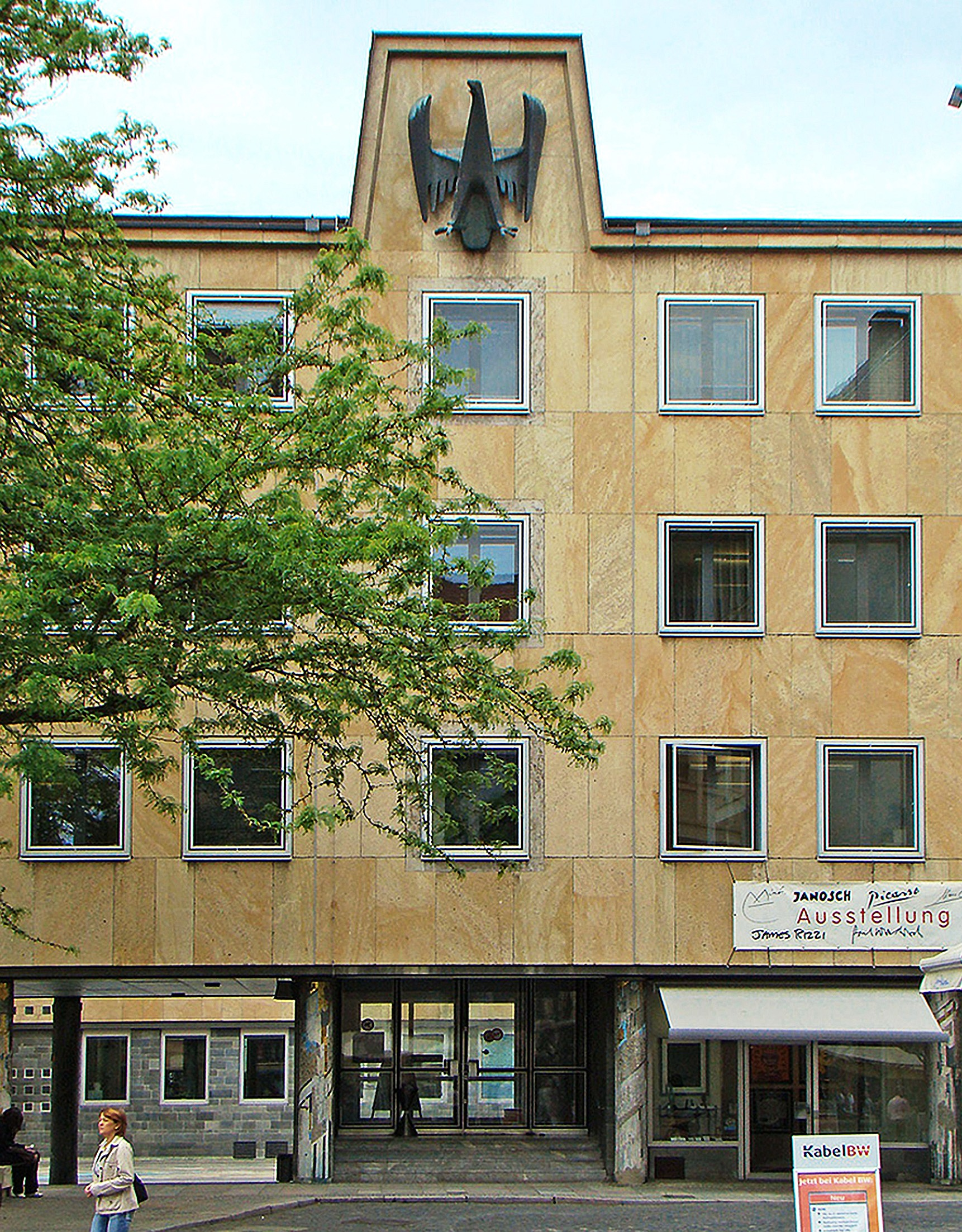
Heilbronner Rathaus, Südflügel der Erweiterungsbauten (Neubauten)

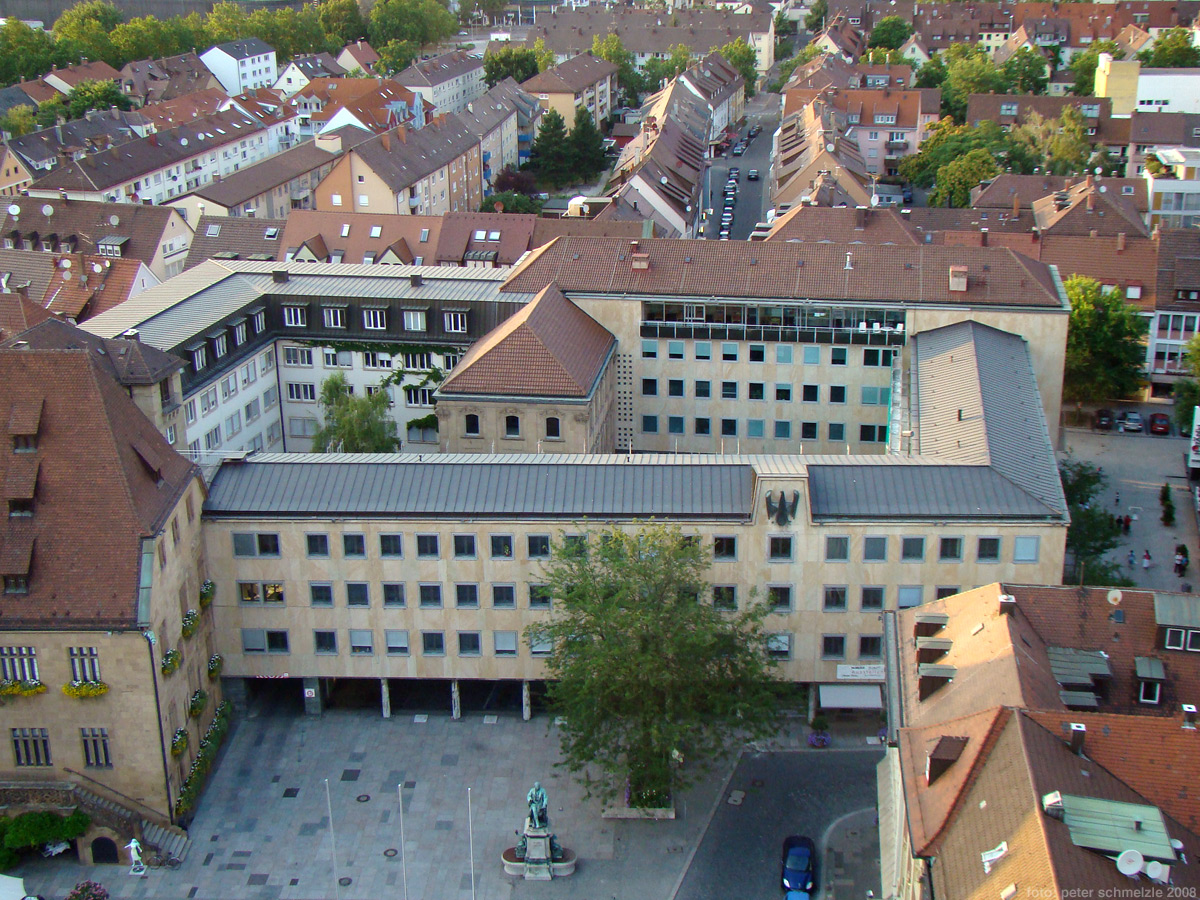
Heilbronner Rathaus, Erweiterungsbauten (Neubauten),
links der Hauptbau

Das Rathaus in Heilbronn liegt etwa im Zentrum des historischen Ortskerns von Heilbronn. Sein Hauptbau ist der nach der Zerstörung im Zweiten Weltkrieg wieder aufgebaute Hauptteil des Alten Rathauses. Diesem ist ein vierflügeliger, moderner Gebäudekomplex angebaut, der die zur Ehrenhalle umgestaltete Ruine des alten Stadtarchivs aus dem 18. Jahrhundert umschließt.

## Lage und Umgebung
Das Rathaus befindet sich am Nordrand des Marktplatzes, der außer vom Altbau des Rathauses mit der Kilianskirche und dem Käthchenhaus von weiteren sehr alten Gebäuden gesäumt wird. Auf der Rückseite des Rathaus-Komplexes befindet sich die Lohtorstraße (früher Judengasse).

## Geschichte
Ein älterer Rathausbau beim Kirchbrunnen (Siebenröhrenbrunnen) wird beschrieben („um 1535 ein noch älterer Rathausbau beim Kirchbrunnen durch Brand zerstört worden war“). So beginnt die uns heute bekannte Geschichte eines Rathauses in Heilbronn mit der Erwähnung eines Rathauses an der Kirchbrunnenstraße, wobei im Bereich des Westturms der Kilianskirche und weiter westlich ein älterer Marktplatz war. Im Gegensatz dazu war der benachbarte heutige Marktplatz zunächst noch mit einem Wirtschaftshof überbaut. Der kriegszerstörte Bau des heutigen Heilbronner Rathauses an der Kaiserstraße grenzte einst an den Kieselmarkt an, an dem Lammgasse und Lohtorstraße (früher Judengasse), zwei historische Hauptstraßen der Marktgemeinde aufeinandertrafen. Am Kieselmarkt war mit der Synagoge (1357), den rituellen Bädern und dem Friedhof der Heilbronner Juden das Zentrum der jüdischen Gemeinde in Heilbronn im späten Mittelalter. Nach dem Stadtverbot für Juden im späten 15. Jahrhundert wurde das Gelände von der Reichsstadt Heilbronn erworben und überbaut.

## Architektur und Einrichtung

### Hauptbau
Beim Wiederaufbau nach dem Krieg wurde lediglich die Außenarchitektur des Hauptteils des alten Rathauses wiederhergestellt. Darin eingeschlossen waren dessen Galerie und die astronomische Kunstuhr.

### Erweiterungsbauten

#### Nordwestflügel (1954)

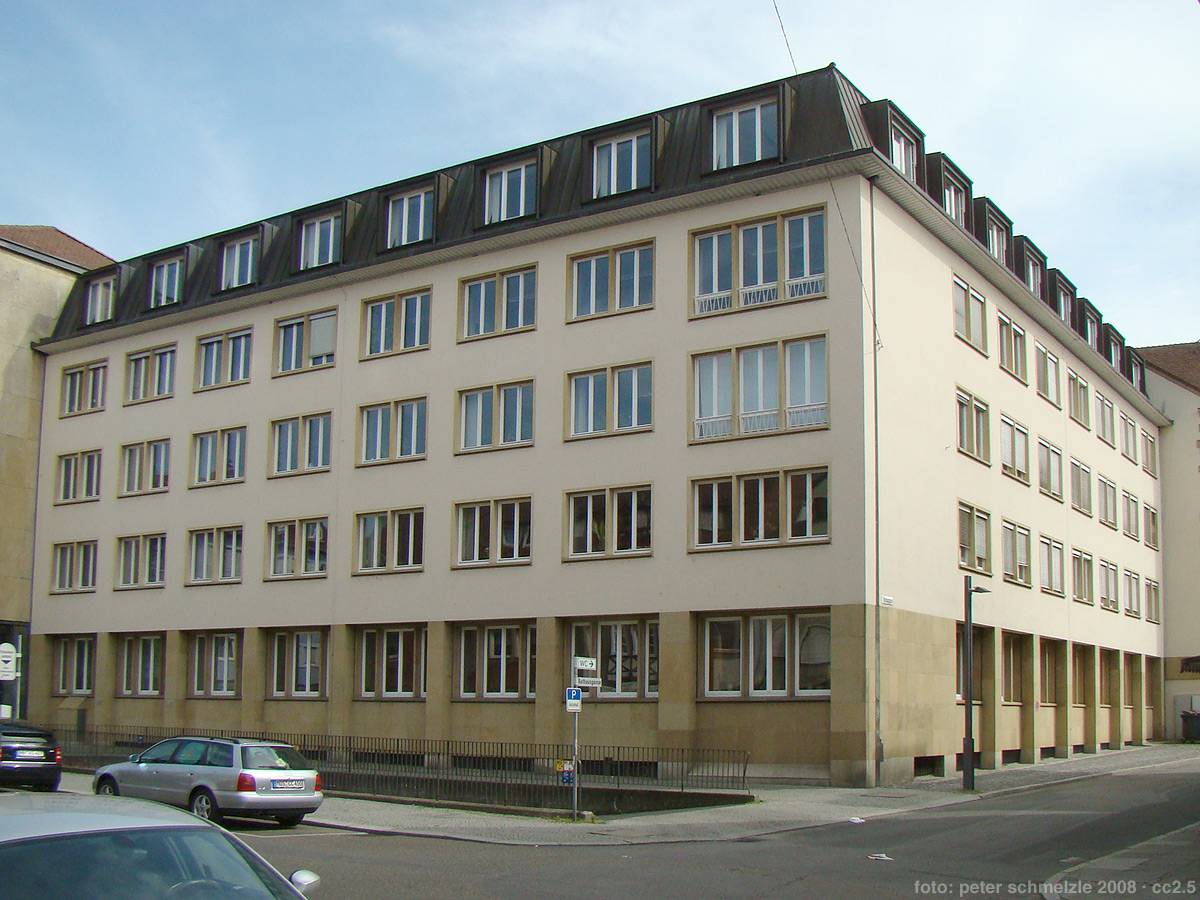
Nordwestflügel (1954) Heinrich Röhm

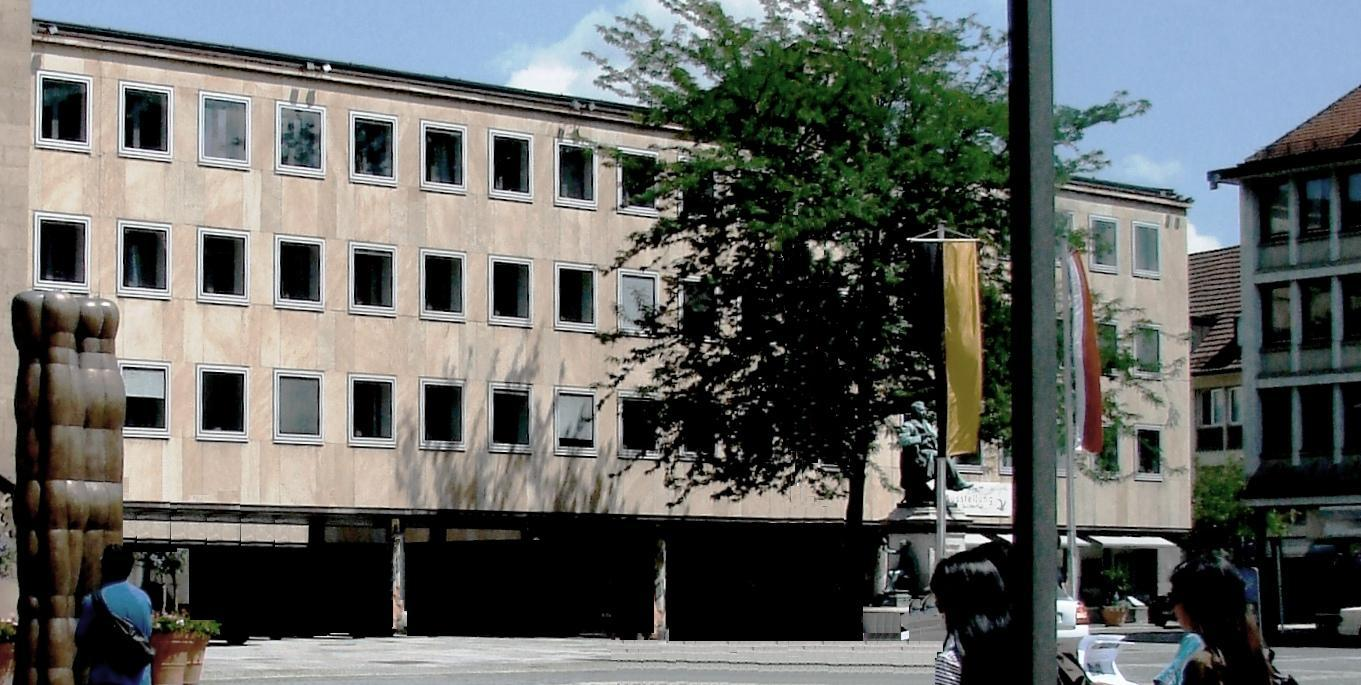
Südflügel (1957–59) Rudolf Gabel

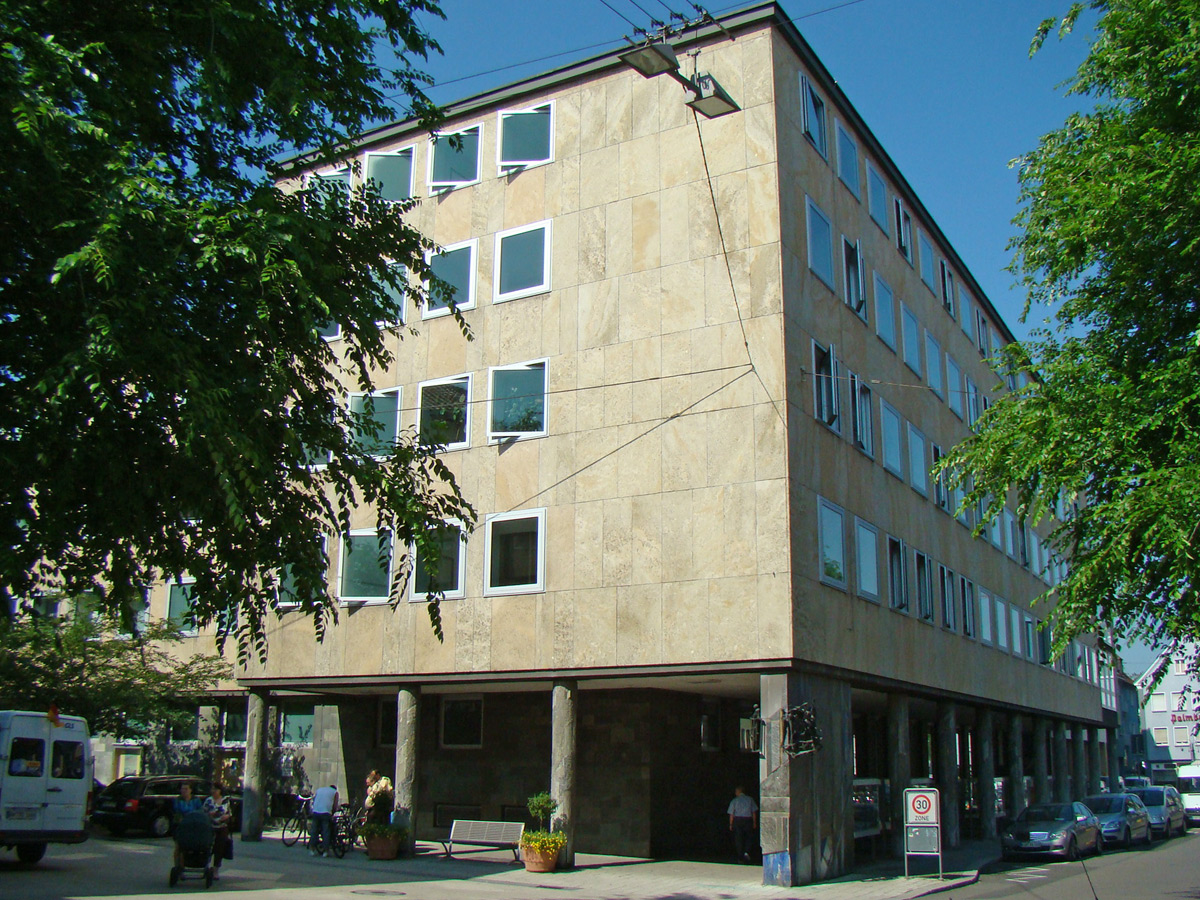
Nordostflügel (1957–59) Rudolf Gabel

Ein erster Neubau entstand als Nordwestflügel Lohtorstraße/Rathausgasse im Jahre 1954 nach Norden als schlichter L-förmiger Erweiterungsbau nach Plänen von Heinrich Röhm.

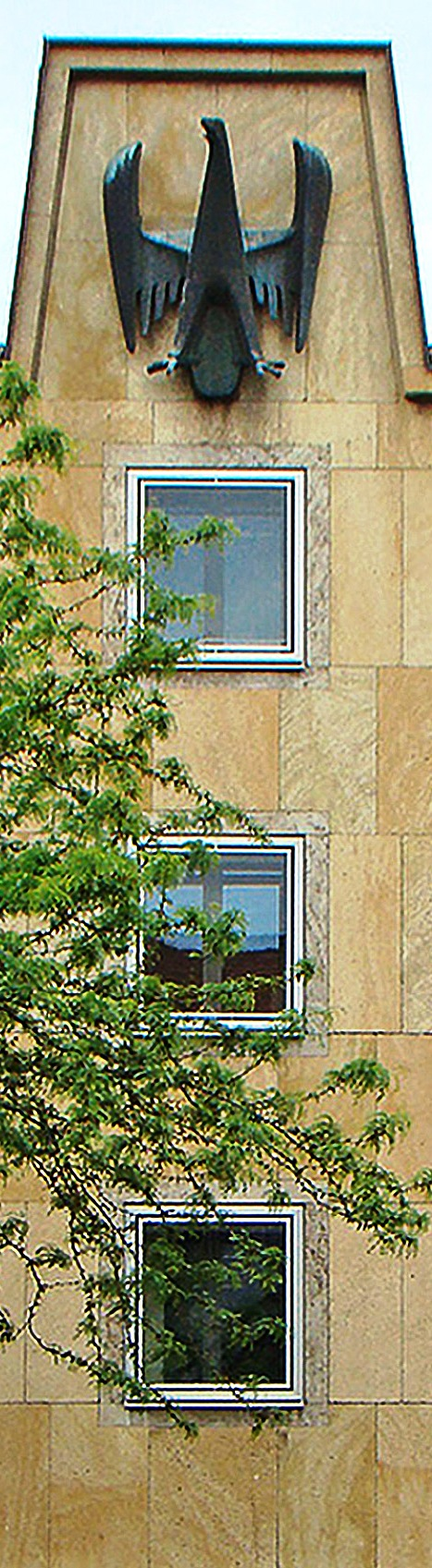
„[Das] Giebelfeld über dem Eingang am Marktplatz [ist] architektonisch … eine gewisse Wiederholung des Uhrgiebels am historischen Rathaus … in bescheidener und anderer Art …“

#### Süd- und Nordostflügel (1957–59)
Bei einem überregionalen Wettbewerb am 15. Juni 1954 unter Vorsitz von P. Bonatz und unter der Mitwirkung der auswärtigen Fachpreisrichter Schmidt (Stuttgart), Grund (Darmstadt) und Steiner (Zürich) wurden die Pläne von Dr.-Ing. R. Gabel ausgezeichnet. Über diesen preisgekrönten Entwurf brach ein „erbitterter Meinungsstreit“ aus:„In den Jahren 1955 bis 1958 war es der … Erweiterungbau, der die Gemüter bewegte … Das alte, historische Rathaus [war] längst zu klein ….“
Der Rohbau wurde am 19. Oktober 1959 begonnen, das Richtfest fand am 4. November 1960 statt. Bis 1962 wurde ein nach Osten dreiflügeliger großzügiger Erweiterungsbau errichtet, der einen Innenhof um die einst die Nordostecke des Gebäudekomplexes markierende Archivruine schließt. Die Außenwände wurden im Erdgeschoss mit Mooser-Muschelkalkplatten verkleidet, die oberen Geschosse erhielten eine Verkleidung aus Tengener Muschelkalkplatten, die beide gut zum Sandsteinmauerwerk des „alten historischen Rathauses“ passen. Die Stahlbetonstützen am Marktplatz und diejenigen der Arkade an der Lohtorstraße erhielten von Blasius Spreng eine Verkleidung aus Natursteinmosaik; die Säulen der offenen Rathaushalle am Marktplatz wurden dabei durch eine „reichere Ausführung hervorgehoben“. Über drei Stufen gelangt man durch die offene Halle vom Marktplatz zum Schmuckhof. Im Hof weist ein Mosaikmuster in einer Schräge zum Ausgang aus dem Schmuckhof in die Lohtorstraße hin. Der Südflügel mit seinem Giebelfeld, bildet eine Rezeption des Uhrengiebels der astronomischen Uhr, die sich am alten, historischen Teil des Heilbronner Rathauses befindet. Es ist ein „Giebelfeld über dem Eingang am Marktplatz … der … architektonisch … eine gewisse Wiederholung des Uhrgiebels am historischen Rathaus dar[stellt], allerdings in bescheidener und anderer Art, erklärt der Baumeister [Rudolf Gabel].“

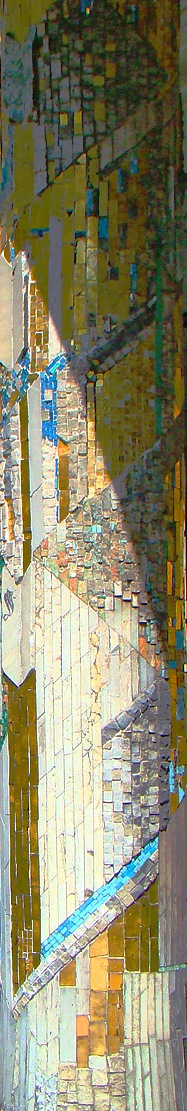
Die Säule der offenen Rathaushalle am Marktplatz wird durch eine „reichere Ausführung hervorgehoben“.

### Innenarchitektur

#### Eingangsbereich und Eingangshalle
Im Zweiten Weltkrieg zerstört, entstand 1953 ein neuer Eingangsbereich und neue Eingangshalle. Mitwirkende Künstler waren H.Röhm/W.Lutz/F.Nuss/A.Schaller. Der Haupteingang zum Altbau befindet sich auf der offenen Galerie im ersten Obergeschoss. Auf eine Anregung des Baurats Heinrich Röhm hin gestaltete die Schlosserei Willy Lutz durch Werner Holzbächer, Kunstschmiedemeister, das Oberlicht des Eingangs mit einem stilisierten Adler.
Von dort aus ist die 126 m² große, zweischiffige Eingangshalle zu betreten, die über die ganze Tiefe des Altbaus von 23 m durchgreift. Die Halle empfängt von der Hofseite über ein dreiteiliges, 3 m hohes Glasfenster Licht. Diese Fenstergruppe auf dem Podest der Treppe zum großen Ratssaal ist Blickfang für jeden Besucher und erhielt eine Glasschliffarbeit von Fritz Nuss. Von der Eingangshalle aus führt über das oben erwähnte Podest eine 3,5 m breite Steintreppe zwischen Mauern zur oberen Halle, die sich längs des großen Ratsaals legt. Als Fußbodenbelag aller Hallen wurden großformatige Platten aus Jura-Marmor deutsch-gelb und grau verwendet, letztere auch als Friese und als Belag für die Haupttreppe. Farbenakzent der oberen Halle bilden drei Rundsäulen in einfarbig dunkel pompejanisch-rotem Stuckmarmor, eine Arbeit des Stuckateurmeisters Anton Schaller, Neuhausen a.d.F. Besonderes Augenmerk wurde auf die an den roten Säulen angebrachte Beleuchtung gelegt – „die M-Förmig gebogenen Leuchtstoffröhren…, die wie eine Lichtkrone die Säulen umfassen“. Das Geländer um das Treppenloch ist aus Schmiedeeisen, grauweiß gestrichen mit Messingbeschlägen und Messing-Handlauf und gedrehten, zirbelartigen Knäufen.

#### Sitzungssäle

##### Großer Ratssaal
1953 entstand erneut ein Großer Ratssaal. Mitwirkende Künstler waren H. Röhm, A.W. Sauter sowie F. Nuss. Der Entwurf für den großen Ratssaal stammt von Röhm. Der Ratssaal ist von der Halle aus durch zwei zweiflügelige Türen, außen in Eiche, innen Rüster, zu betreten. Die Türe hat ein Gewände aus Sandstein. Der Ratssaal ist 13 m breit und 19 m lang. Die lichte Höhe beträgt 7,6 m bis zur Unterkante der Kassettendecke. Das Relief der Supraporten im Großen Ratssaal besorgte Fritz Nuss im Jahre 1953. Das wuchtige, tiefgenischte Mauerwerk schließt in Traufhöhe ein breiter Sandsteingurt ab. Darüber erhebt sich die Holzdecke mit trapezförmigem Querschnitt. Die schrägen Seitenflächen sind in liegende Pfosten gegliedert. Der Deckenspiegel hat vom Ost- zum Westgiebel eine Länge von 25 m und ist in quadratischen Kassetten aufgeteilt. Die Rippen sind etwas nach grau hin gebeizt, die Felgen hell abgesetzt. Oben am Ostgiebel wurde ein vom zerstörten Kanzleigebäude geretteter Wappenadler von 1593 angebracht: „Der alte Adler, den ich … wieder zusammengesetzt habe und der hier oben … als Symbol im Giebel eingesetzt ist, sollte uns erinnern und mahnen, daß wir nicht für heute und morgen, sondern über Generationen hinweg planen, und daß wir heute die Heimat für morgen schaffen.“ Dieser „hält … die stete Verbindung vom alten zum neuen Heilbronn aufrecht“. Im Großen Ratssaal befinden sich an der Stirnseite zwei Wandverkleidungen. Diese Verkleidungen bestehen aus dünnen Messinggeflechten, auf denen sich stark stilisierte Ornamente aus Messingdraht und Messingblech befinden. Ein Werk versinnbildlicht die Symbole von Handel, Industrie und Schifffahrt, während das andere Werk die Symbole der Landwirtschaft und des Weinbaus darstellen soll. Geschaffen hat dies der Graphiker A. W. Sauter.
Nach Westen legt sich dem Ratssaal das Zimmer des Oberbürgermeisters quer. Darüber befindet sich die 78 m² große Empore für die Zuhörer. In den drei Fenstern des Westgiebels sind Fenster mit den Wappen verschiedener Heilbronner Familien zu sehen, die noch aus dem alten Rathaus rechtzeitig in Sicherheit und 1953 neu eingebaut wurden. Der Saal wird nur indirekt ausgeleuchtet. Über dem Sandsteingurt in Traufhöhe kragt eine Voute in Messing und weißgespritztem Blech 40 cm weit in den Raum. Dahinter legen die drei Reihen Leuchtstoffröhren mit Reflektoren und Strahlen die Decke aus. Der Saalboden ist Tafelparkett in Eiche mit Räucherfriesen. Paneel, Tisch und Wandtafelschrein sind Rüster. Die Brüstung der Empore im Ratssaal ist mit rotem Azella-Material bespannt. Die Bestuhlung im Saal ist in rotem Vollrindleder und aufgeprägtem Stadtwappen. Im Großen Ratssaal befinden sich große Wappenteppiche. Der linke Wappenteppich zeigt das Stadtsiegel von 1265, rechts der Wappenteppich mit einem angeglichenen Württ. Siegel mit "künstlicher" Umschrift, in die offensichtlich das Jahr 1262 von HN integriert wurde.

##### Kleiner Ratssaal
Da der Gemeinderatssaal im Zweiten Weltkrieg zerstört worden war, entstand 1953 der Kleine Ratssaal, nach Entwürfen von Röhm erbaut. Der Kleine Ratssaal ist von der Halle aus zugänglich. Im Saal befindet sich ein großer hufeisenförmiger Tisch. An dessen offener Seite ist eine große Wandtafel für Demonstrationszwecke eingebaut. Die Decke und das gesamte Holzwerk bestehen aus Eiche. Das Gestühl ist mit blaugrünem Vollrindleder bespannt. Die Wände sind hell lichtgrün getönt. Dort befinden sich die Porträts früherer Ehrenbürger und Bürgermeister.

##### Archivsaal
1962 wurde im Obergeschoss des Alten Stadtarchivbaus nach Plänen von Rudolf Gabel der Archivsaal erbaut. Weiße Wände und helles Eschenholz bestimmen den Raum. Auf der weißen Nordwand wurde das Gemälde David von Heinrich Friedrich Füger aufgehängt. An der Fensterwand wurde die Figur des Hl. Urban aus dem Besitz des Stadtarchivs angebracht. An der kleinen Fensterwand wurde ein Gemälde des Heilbronner Bürgermeisters Gottlob Moriz Christian von Wacks aufgehängt.

#### OB-Zimmer
Das neue Oberbürgermeisterzimmer wurde 1953 unter Mitwirkung von P.Bonfert/R.Hohly geschaffen. Der Entwurf für das Oberbürgermeisterzimmer stammt von dem Architekten Peter Bonfert aus Stuttgart. Das Zimmer hat als Grundriss ein längliches Rechteck und befindet sich in der Südwestecke des Ratssaalgeschosses. Es zeigt mit zwei Fenstern zum Marktplatz und mit drei Fenstern zur Rathausgasse. Da sich über dem OB-Zimmer die Emporendecke befindet, hat der Raum eine gewölbte Decke. Die Wände sind einschließlich der Fensternischen mit deutschem Nussbaum bis zum Deckenansatz vertäfelt. Gegen die Ratssaalseite befindet sich auf ganzer Front eine Schrankwand; eine Nische ist dort jedoch ausgespart, wo sich eine niedrige Sitzgruppe befindet. In der Tür zum Vorzimmer wurden zwei schöne Intarsien-Füllungen eingebaut, die aus der Fleinertor-Apotheke stammen und eine letzte Kunstschreinerarbeit aus Alt-Heilbronn sind. Über der Türe ist das Stadtwappen als Intarsie eingelegt. Die Möbel sind mit grünem Leder bezogen, die niedrige Sitzgruppe hat einen Bezug aus Wolle. Der Raum wird von einer großen runden Deckenschale heraus ausgeleuchtet. 1956 fand ein von dem Künstler Richard Hohly geschaffenes Fenster im Zimmer des Oberbürgermeisters Platz. Es ist ein transparentes Glasmosaik ohne Blei und wurde zur Erinnerung an den Weinbaukongreß 1954 von dem Deutschen Weinbauverband der Stadt Heilbronn gestiftet. Es zeigt ein „naturalistisches Motiv aus dem Weinbau, darüber wurde ein abstraktes Mosaik mit verschiedenen Farben gelegt, das in arabeskenhaftem Spiel über das Figürliche hinweggeht“.

#### Ratskeller
Nach der Zerstörung im Zweiten Weltkrieg entstand ein neuer Ratskeller unter Mitwirkung von H.Röhm und H.Pfeiffer. Der Entwurf für den Ratskeller stammt von Röhm. Für den bildhauerischen Schmuck der Schlusssteine des Gewölbes und der Friese um die Säulen wurde ein Wettbewerb ausgerufen. Schließlich erhielt der Bildhauer Hans Pfeiffer aus Bernstein, Kreis Horb, den Auftrag. Thema der bildnerischen Figuren auf den Schlusssteinen waren die fröhlichen Seiten des Wirtshauslebens, Essen, Trinken, Musizieren. Die Friese versinnbildlichen Szenen aus der Geschichte der Stadt und bekannte Sprichwörter und Redensarten.
Im Rathauskeller an der Säule Stein

Seht ihr der Stadtgeschichte bunten Reih’n

In grauer Zeit beginnt sie schon:

St. Kilian tauft den Frankensohn.

Der Reichsstadt Stolz, der Bürger Ehr'.

Umgibt die Stadt mit Wall und Wehr.

Die Sage nur, der Dichter singt davon,

Vom großen Hecht, vom Käthchen von Heilbronn.

Bös mitgespielt hat Götz des Rates Herrn.

Bös auch der Bauer mit dem Morgenstern.

Hans Schweiner baut den Kiliansturm so fest.

Doch in den Gassen unten tobt die Pest.

Der Landsknecht oft die Stadt bedroht,

Schiffahrt und Handel leiden Not.

Doch wächst die Stadt und blühet und gedeiht

Durch Bürgerfleiß und Bürgereinigkeit,

Bis Bomben jäh in jener Nacht.

Die ganze Stadt zunicht’ gemacht.

Der neue Aufbau nun der Stadt gelingt!

So rundet sich am Kapitäl der Ring.

#### Trauzimmer
Im Zweiten Weltkrieg zerstört, entstand ein neues Trauzimmer im Jahre 1953 unter Mitwirkung von P. Bonfert, W. Lutz, M. Fitzen-Wohnsiedler sowie P. Bruckmann. Der Entwurf für das Trauzimmer stammt von dem Architekten Peter Bonfert aus Stuttgart. Den Eingang zum Trauzimmer schmückt eine Arbeit von Werner Holzbächer. Das Trauzimmer liegt gegenüber dem Kleinen Ratssaal und ist 46 m² groß. Es wirkt heiter und licht. Türen, Paneel und Tisch sind aus Kirschbaum antikfarben getönt. Der Deckenspiegel wurde zart grau nach rot hin getönt und wird durch ein feingegliedertes Stuckprofil eingerahmt. Der Fußboden ist mit grünem Velours bespannt. Die Vasen und das Tintenzeug sind ein Werk von Maria Fitzen-Wohnsiedler. Die Deckenkrone mit versilberten Deckenstrahlern und die Wandleuchten wurden nach eigenem Entwurf in der Werkstätten der Firma Peter Bruckmann geschaffen. Die künstlerische Ausgestaltung des Reliefs am Trauzimmer vollzog Professor Fritz Nuss aus Strümpfelbach im Jahre 1953.
1958 wurde im Trauraum ein 1,80 × 2,40 m großer „Heilbronn-Teppich“, eine Applikationsstickerei, hinter dem Platz des Standesbeamten an der Wand aufgehängt. Die Arbeit wurde von Frau Friedel Breitenbach geschaffen, die wiederholt bei den Ausstellungen des Heilbronner Künstlerbundes ihre Kunstwerke gezeigt hat. Der Gobelin zeigt eine historische Stadtansicht Heilbronns, frei nach dem Kupferstich von Matthäus Merian. Das bekannte Heilbronner Stadtsiegel von 1265 ist in der oberen rechten Ecke zu sehen. Im Vordergrund sieht man den Neckar, auf dem zwei Schifflein sind. Ein Schifflein ist unbemannt und liegt am Hefenweiler an. Das andere Schifflein hat geschwellte Segeln, ein Hochzeitspaar und dessen Gäste befinden sich darin.

### Gemälde
Die heutige Bildergalerie im Rathaus umfasst Porträts u. a. von Bürgermeistern und Ehrenbürgern:
- Bürgermeister aus reichsstädtischer Zeit, die ab 1922 auf Initiative von OB Beutinger gemalt wurden:
  - Georg Heinrich Orth (Maler: Tonio Meyer-Deyk, 1922, Kopie eines zeitgen. Originals[25])
  - Georg Heinrich Roßkampff (Maler: Tonio Meyer-Deyk, 1922, Kopie eines zeitgen. Originals[25])
  - Georg Christoph Kornacher (Maler: Tonio Meyer-Deyk, 1922, Kopie eines zeitgen. Originals[25])
  - Georg Heinrich von Pancug (Maler: Tonio Meyer-Deyk, 1922, Kopie eines zeitgen. Originals[25])
  - Heinrich Titot (Maler: Tonio Meyer-Deyk, 1922, Kopie eines zeitgen. Originals[25])
  - Christian August Klett (Maler: Tonio Meyer-Deyk, 1922, Kopie eines zeitgen. Originals[25])

- Ölgemälde der Oberbürgermeister[26]:
  - Emil Beutinger (Maler: Rudi Brackenheimer, Datum unbekannt, oberes Foyer[26])
  - Paul Hegelmaier (Maler: Paul Kappel 1924, Großer Ratssaal[26])
  - Karl Wüst (Maler: Rudi Brackenheimer um 1929, Großer Ratssaal[26])
  - Paul Göbel (Maler: Rudi Brackenheimer 1929, Großer Ratssaal[26]).
  - Paul Meyle (Maler: Weller 1977, oberes Foyer[26])
  - Hans Hoffmann (Maler: Robert Rettenmayer 1985, oberes Foyer[26]).
  - Manfred Weinmann (Maler: Monika Stix 1999[26]).

- Ölgemälde von Industriellen und Erfindern (Kleiner Ratssaal):[25]
  - Robert Mayer (Kleiner Ratssaal)
  - Carl Heinrich Theodor Knorr
  - Theodor Lichtenberger (Maler: Hanns Reeger[27])
  - Georg Härle (Maler: Hanns Reeger)
  - Ludwig Link (Maler: W. Schäffer)
  - Gustav Schaeuffelen (Maler: Karl Bauer, München, Ölgemälde nach einer älteren Vorlage)
  - Peter Bruckmann (Maler: Karl Bauer, 1920, Ölgemälde nach einer älteren Vorlage)
  - Gustav Binder (Maler: Karl Bauer, 1920, Ölgemälde nach einer älteren Vorlage)
  - Julius Mertz (Maler: Rudi Brackenheimer, Kleiner Ratssaal)

- Ehrenbürger[28]:
  - Paula Fuchs (Maler: Agnes Löringez, Fraktionszimmer[28])
  - Friedrich Niethammer (Maler: Monika Stix, Fraktionszimmer[28])
  - Albert Großhans (Maler: Monika Stix, 1980er, Fraktionszimmer[28])
  - Theodor Heuss (Maler: Alfred Hahn, 1958, Großer Ratssaal[29])

### Skulpturen

#### Werner Holzbächer
Auf einer Anregung des Baurats Heinrich Röhm hin gestaltete die Schlosserei Willy Lutz durch Werner Holzbächer, Kunstschmiedemeister, das Oberlicht des Eingangs. Dieses erhielt eine auf zwei horizontalen schmiedeeisernen Bändern angebrachte Aufschrift Rathaus der Stadt Heilbronn mit stilisiertem Adler. Josef Riede aus Heilbronn beschreibt den stilisierten Adler, der „schlichte Hoheit“ ausdrücke. Die Adlerfigur belege, dass „Altes und Modernes sehr wohl nebeneinander stehen können“. Den Eingang zum Trauzimmer schmückt seit 1957 eine Kunstschmiedearbeit von Schmiedemeister Werner Holzbächer der Firma W. Lutz. Diese Arbeit stellt einen musizierenden und jubelnden Engel dar und wurde aus der Weihnachtsausstellung des Künstlerbundes Heilbronn von Oberbürgermeister Meyle erworben.

#### Fritz Melis

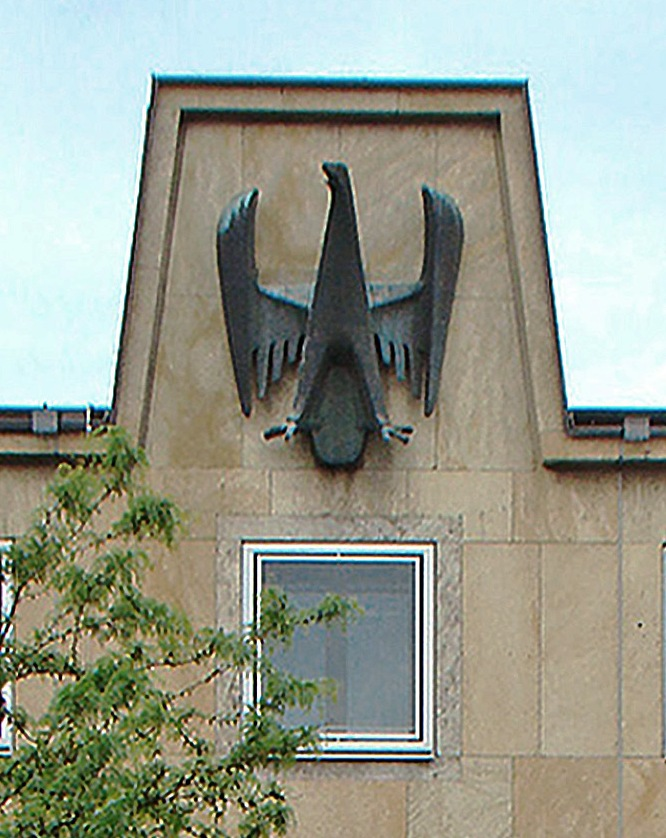
Stadtadler von Fritz Melis

An der Fassade des Südflügels am Marktplatz prangt eine Adlerplastik von Fritz Melis.

#### Blasius Spreng
Am Nordflügel wurden 1963 an der Ecke Lohtorstraße/Kieselmarkt verschiedene Skulpturen von Spreng angebracht. An der Innenseite zeigt die Skulpturengruppe einen Amtsschimmel (links) und einen Bürokraten auf dem Aktenberg (rechts) dar. Die Gruppe auf der Außenseite soll auf die Bedeutung der Stadt Heilbronn als zweitgrößte deutsche Weinbaugemeinde hinweisen. Die Männergestalt (rechts) stellt Bacchus mit Stab, Weintraube und Weinkanne  dar, neben ihm eine Bacchantin mit Stab und Weinlaub. Die beiden Figuren sitzen in „einer Weinbergbütte“. Links eine „weinselige“ Gestalt, die „einen Fischleib hat, wohl als Personifizerung des Neckars“. An der Ecke hängt in Bronze eine Weintraube mit Weinlaub. Die Skulpturen sind stilistisch mit Fastnachtsbrunnen-Figuren desselben Künstlers zu vergleichen. Helmut Schmolz sieht das Kunstwerk als Beleg für den Humor und Selbstkritik des Heilbronner Stadtrates – „Die Anbringung der Arbeit zeugt davon, daß die Heilbronner Stadtverwaltung sich selbst humorvoll und ironisch betrachten kann“.
Der städtische Mitarbeiter Werner Gauß beschrieb das Kunstwerk in einem Gedicht:
| Gedicht | Skulpturgruppen von Blasius Spreng |
| --- | --- |
| Rechts auf einem Aktenberg thront der Bürokrat, links – geduckt ein krummer Zwerg hingelehnt an einen Draht. Über ihm – o lieber Himmel – drohend mit erhob’nem Fuß der beliebte „Ämterschimmel“, der das Haus bewachen muß. Um die Ecke drei Gestalten, die sich auch am Drahte halten und mit dünnen Armen winken lustig mit den Augen blinken.– Seht, oh Freund, den Beweis, daß der alten Aktengreis is ein wirklich kluger Mann, der sich selbst verspotten kann! | Allegorien auf Heilbronn als Wein- und Neckarstadt: Die Männergestalt (rechts) stellt Bacchus mit Stab und Weinkanne (früher in der rechten Hand !?) dar. Neben ihm eine Bachantin, mit Stab und Weinlaub. Bacchus und Bachantin sitzen in einer Weinbergbütte. Links eine „weinselige“ Figur, die einen Fischleib hat, wohl als Allegorie auf den Neckar. An der Ecke hängt eine bronzene Traube und ein großes Weinblatt.Amtsschimmel: „Amtsschimmel“ (links) und unter dessen erhobenem Huf ein geduckter Aktengreis. Rechts der Bürokrat auf dem Aktenberg. |

### Schmuck und „Schmuckhof“
Blasius Spreng schmückte nicht nur die Säulen und Brüstungen der Balkone des Rathauses, auch der gesamte Fußboden des Hofes wurde mit einem Mosaik ausgestattet, weshalb dieser auch „Schmuckhof“ genannt wird.

Schmuckhof
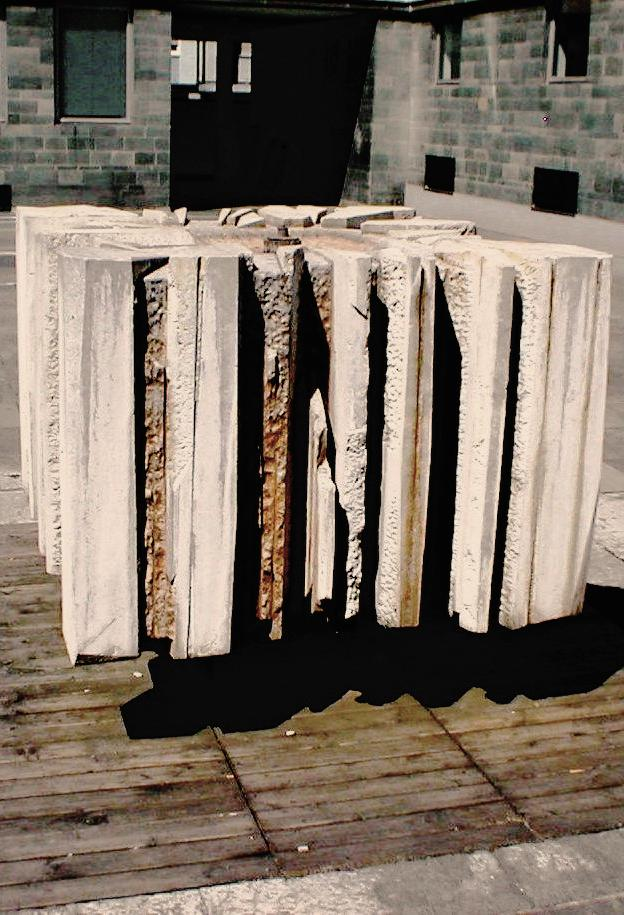
Rathausbrunnen mit Marmor aus Portugal (Estremoz, Borba, Vila Viçosa). Verkleidung im Erdgeschoss mit Mooser-Muschelkalkplatten
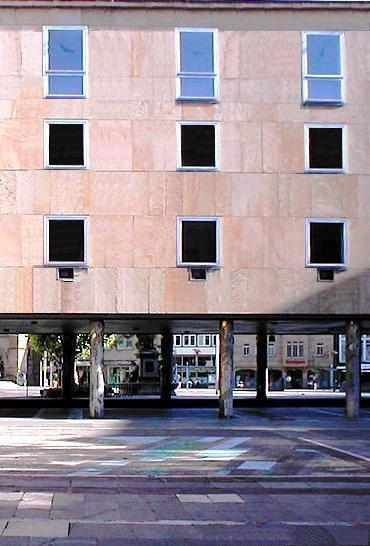
Über drei Stufen gelangt man durch die offene Halle vom Marktplatz in den Schmuckhof, der einen Mosaikfußboden von Blasius Spreng hat. Die Obergeschosse erhielten eine Verkleidung aus Schillkalk aus Tengen.
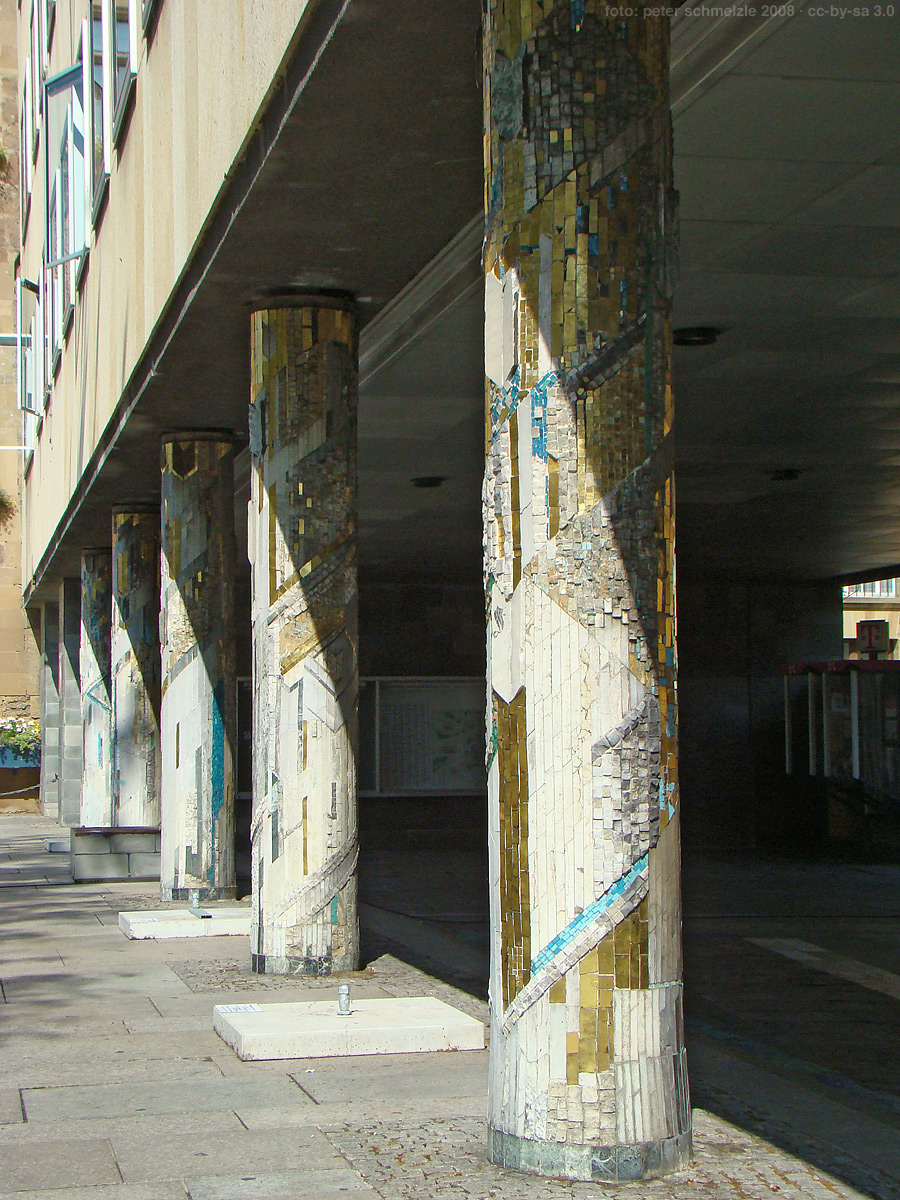
Am Marktplatz: Die geschmückten Säulen tragen eine offene Halle, durch die man in den Schmuckhof gelangt.

## Rezeption
Die Stuttgarter Zeitung kritisiert die „asketische Strenge“ des Neubaus. Hans Franke vergleicht die Neubauten mit den Arbeiten des Stuttgarter Architekten Egon Freyer oder des Heilbronner Architekten Richard Schmeißer, unterstellt dem Architekten Rudolf Gabel einen „grundlegenden städtebaulichen Fehler“ und ordnet dessen Arbeit dem „simpelsten Traditionalismus“ zu. Er kritisiert den Gegensatz des alten, historischen Renaissancebaus zu dem modernen Neubau:

„Es besteht wohl kein Zweifel, daß dieser Bau neben den einwandfreien und großzügigen Neubauten [der Architekten Egon Freyer oder Schmeisser] … nicht bestehen kann … Beide [Architekten] hätten vor allen d e n grundlegenden städtebaulichen Fehler nicht begangen, den Dr. Gabel aufrecht erhielt; sie hätten den neuen Bau nicht brutal an den Baukörper des alten Rathauses angestoßen … was Gabel baute, ist ein ausgesprochener Traditionalismus … Nun steht dieses kalte, nüchterne Haus vor uns, neben dem großartigen Bau der Renaissance ein armseliges Würstchen, ohne Charakter, Stil oder zwingender Form … Hat man als Besucher bei dem Anblick von Renaissancebau und Neubau den ersten Schock überwunden, erhält man den zweiten im Anblick der bunten … Mosaiken, und den dritten versetzt einem dann der I n n e n h o f … Was sich da anbahnt, ist wiederum der Rückfall in den simpelsten Traditionalismus, in dem Heilbronn scheinbar so groß ist …(Hans Franke)“